# ミッチ・ニコルス
ミッチェル・イアン・"ミッチ"・ニコルス（Mitchell Ian "Mitch" Nichols、1989年5月1日- ）は、オーストラリアのサッカー選手である。

## クラブ経歴
ゴールドコースト・プレミアリーグのパームビーチ・シャークスFCにおいて、開始7試合でのミッドフィールダー最多得点を記録する活躍を見せた後、2007年5月11日にブリスベン・ロアーFCと2年契約した。
ニコルスは多くの途中出場を果たし、Aリーグでのキャリアを堅調に開始させた。また、2007年10月7日のトレーニングキャンプでU-20オーストラリア代表に初めて招集された。2008-09シーズン中頃のパース・グローリーFC戦 (4-1)でAリーグ初得点を挙げた。2011-12シーズンは、プレシーズンマッチで10得点を記録するなど素晴しい活躍を見せ、シーズンでもチームメイトのトーマス・ブロイッヒ、ベサルト・ベリーシャと共にAリーグベストイレブンに選出された。
メルボルン・ビクトリーFCに加入する前に、デンマークのラナースFCのトライアルを受けた。2013年5月13日、前ブリスベン監督（現・オーストラリア代表監督）のアンジェ・ポステコグルーの誘いを受け、メルボルン・ビクトリーと2年契約を交したことがクラブから発表された。
2014年1月30日、セレッソ大阪に移籍した。背番号は18。
同年6月23日にパース・グローリーFCへの期限付き移籍が発表された が、2015年4月9日に契約解除となった。
2015年7月にウェスタン・シドニー・ワンダラーズFCへ完全移籍。2016-17年シーズン終了後に、契約満了により退団。
2017年5月18日、現地時間27日の深夜にシドニー市内のナイトクラブでコカインを所持していることが発覚し、逮捕されたと地元紙の『オーストラリアン』など複数の地元紙が報じた。
逮捕されたことでヨーロッパでプレーするという夢を断念し、2017年6月に過去にも所属したパース・グローリーFCと契約した。

## 個人成績
| クラブ                             | 年度         | ディビジョン | リーグ戦1 | リーグ戦1 | カップ戦 | カップ戦 | アジア2 | アジア2 | 期間通算 | 期間通算 |
| クラブ                             | 年度         | ディビジョン | 出場      | 得点      | 出場     | 得点     | 出場    | 得点    | 出場     | 得点     |
| ---------------------------------- | ------------ | ------------ | --------- | --------- | -------- | -------- | ------- | ------- | -------- | -------- |
| ブリスベン・ロアー                 | 2007-08      | Aリーグ      | 10        | 0         | 2        | 0        | 0       | 0       | 12       | 0        |
| ブリスベン・ロアー                 | 2008-09      | Aリーグ      | 13        | 5         | 4        | 1        | 0       | 0       | 17       | 6        |
| ブリスベン・ロアー                 | 2009-10      | Aリーグ      | 20        | 1         | 0        | 0        | 0       | 0       | 20       | 1        |
| ブリスベン・ロアー                 | 2010-11      | Aリーグ      | 32        | 6         | 0        | 0        | 0       | 0       | 32       | 6        |
| ブリスベン・ロアー                 | 2011-12      | Aリーグ      | 24        | 10        | 0        | 0        | 5       | 1       | 29       | 11       |
| ブリスベン・ロアー                 | 2012-13      | Aリーグ      | 26        | 2         | 0        | 0        | 1       | 0       | 27       | 2        |
| ブリスベン・ロアー                 | クラブ通算   | クラブ通算   | 125       | 24        | 6        | 1        | 6       | 1       | 137      | 26       |
| メルボルン・ビクトリー             | 2013-14      | Aリーグ      | 14        | 3         | 0        | 0        | 0       | 0       | 14       | 3        |
| メルボルン・ビクトリー             | クラブ通算   | クラブ通算   | 14        | 3         | 0        | 0        | 0       | 0       | 14       | 3        |
| セレッソ大阪                       | 2014         | J1           | 6         | 0         | 0        | 0        | 4       | 0       | 10       | 0        |
| セレッソ大阪                       | クラブ通算   | クラブ通算   | 6         | 0         | 0        | 0        | 4       | 0       | 10       | 0        |
| パース・グローリー                 | 2014-15      | Aリーグ      | 14        | 0         | 3        | 0        | 0       | 0       | 17       | 0        |
| パース・グローリー                 | クラブ通算   | クラブ通算   | 14        | 0         | 3        | 0        | 0       | 0       | 17       | 0        |
| ウェスタン・シドニー・ワンダラーズ | 2015-16      | Aリーグ      | 29        | 10        | 3        | 0        | 0       | 0       | 32       | 10       |
| ウェスタン・シドニー・ワンダラーズ | 2016-17      | Aリーグ      | 24        | 1         |          |          | 4       | 1       |          |          |
| ウェスタン・シドニー・ワンダラーズ | クラブ通算   | クラブ通算   | 53        | 11        | 3        | 0        | 4       | 1       | 32       | 10       |
| キャリア通算                       | キャリア通算 | キャリア通算 | 212       | 38        | 12       | 1        | 14      | 2       | 248      | 41       |

1 - Aリーグフィナルシリーズの成績を含む

2 - FIFAクラブワールドカップの成績を含む。AFCチャンピオンズリーグの成績はグループステージ後に開始したシーズンに含まれる。

## 代表歴

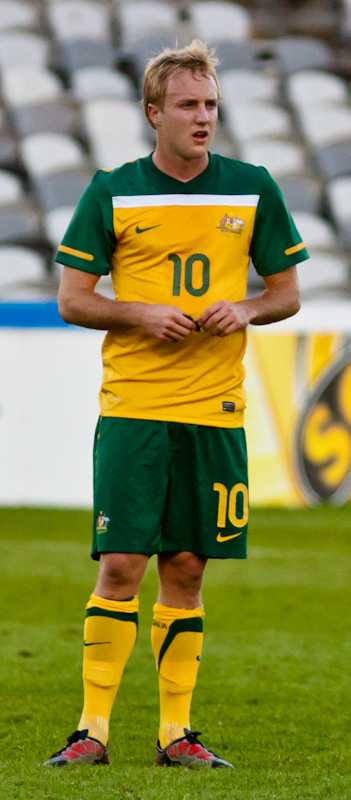
U-23オーストラリア代表でプレーするニコルス。

AFC U-19選手権2008サウジアラビア大会にU-20オーストラリア代表として出場した。準々決勝の北朝鮮戦では延長戦でのオーバヘッドキックを含む2得点を挙げた。U-23代表としては2010年に初出場を果たした。フル代表のサッカルーズとしての初キャップは、2009年5月4日に行われたAFCアジアカップ予選のクウェート戦である。

### 試合数
- 国際Aマッチ 5試合（2009年-2014年）[5]

| オーストラリア代表 | 国際Aマッチ | 国際Aマッチ |
| 年                 | 出場        | 得点        |
| ------------------ | ----------- | ----------- |
| 2009               | 1           | 0           |
| 2010               | 0           | 0           |
| 2011               | 0           | 0           |
| 2012               | 0           | 0           |
| 2013               | 3           | 0           |
| 2014               | 1           | 0           |
| 通算               | 5           | 0           |

### 出場試合
| # | 日付           | 対戦相手       | スコア | 結果 | 大会                     | 出場時間 | マッチレポート |
| 1 | 2009年5月1日   | クウェート     | 0–1    | 負   | AFCアジアカップ2011 予選 | 70分     | Report         |
| 2 | 2013年7月20日  | 韓国           | 0–0    | 分   | 東アジアカップ2013       | 65分     | Report         |
| 3 | 2013年7月25日  | 日本           | 2–3    | 負   | 東アジアカップ2013       | 57分     | Report         |
| 4 | 2013年7月28日  | 中華人民共和国 | 3–4    | 負   | 東アジアカップ2013       | 74分     | Report         |
| 5 | 2014年11月18日 | 日本           | 1–2    | 負   | キリンチャレンジカップ   | 63分     | Report         |

## 獲得タイトル
オーストラリア代表
- AFF U-19選手権: 2008
- International Cor Groenewegen Tournament (U-20): 2009

ブリスベン・ロアー
- Aリーグプレミアシップ: 2011
- Aリーグチャンピオンシップ: 2011, 2011-12
- Aリーグベストイレブン: 2011-12